# Alojs Andricki
Alois Andritzki (tudi Aloys; gornjelužiškosrbsko Alojs Andricki), lužiški katoliški duhovnik in mučenik iz škofije Meiße, * 2. julij 1914, Radibor, Nemško cesarstvo, † 3. februar 1943, Koncentracijsko taborišče Dachau
Zaradi nasprotovanja nacionalsocializmu so umorili v koncentracijskem taborišču Dachau. Rimskokatoliška cerkev ga časti kot blaženega. Njegov praznik je 3. februarja.

## Življenje
Alojs Andricki je bil sin učitelja, ravnatelja, organista in kantorja Johanna Andritzkega (Jan Andricki) in njegove žene Magdalene, rojene Ziesch (Madlena Andriccyna, roj. Cyžec). Alojs je imel dve sestri (Marjo, Marto) in tri brate (Jana, Gerata, Alfonsa). Tudi njegovi trije bratje so študirali teologijo; najmlajši brat Alfons, ki je pripadal jezuitskemu redu, je umrl kot vojak v drugi svetovni vojni.
Alojs Andricki je osnovno šolo obiskoval v domačem kraju, po štirih letih osnovne šole je šel na katoliško srednjo šolo v Bautzenu/Bodyšinu in z odliko opravil maturo. Med 1934 in 1938 je študiral teologijo in filozofijo na Filozofsko-teološki akademiji v Paderbornu. Po končanem študiju je živel v semenišču škofije Meißen v kraju Schmochtitz/Smochćicy pri Bautznu/Budyšinu. Kot študent je Andricki bil član lužiškega gimnazijskega združenja "Włada" in dve leti njegov predsednik. Med študijem je bil urednik lužiške študentske revije Serbski student in predstavnik združenja lužiških študentov.
30. julija 1939 je v katedrali svetega Petra v Budyšinu bil posvečen v duhovnika. Prvo mašo je slavil 6. Avgusta 1939 v domači župniji v Radworju. Postal je kaplan v katoliški dvorni cerkvi v Dresdnu. Tam so mu zaupali naloge mladinskega pastorja, prefekta dresdenske kapele in predsednika Dresdenske družine Kolping.
Alojs Andricki je NSDAP in državnim oblastem zaradi njegove poštenosti in negativnega odnosa do nacionalsocialistične ideologije bil trn v peti. Verjetno je bil pristašem rasne ideologije tudi sumljiv zaradi svoje odločne pripadnosti lužiškemu ljudstvu. Na predavanjih in na sestankih je obsojal, kako nacionalsocialisti preganjajo duhovščino in vernike, in kritiziral pisanja nacističnega ideologa Alfreda Rosenberga.
Najprej so ga skušali ustrahovati z zaslišanji, potem pa so ga pripadniki Gestapa 21. januarja 1941 aretirali in ga po nadaljnjih zaslišanjih 7.februarja 1941 prepeljali v zapor v Dresdenu. Pred posebnim sodiščem  je bil julija 1941 obtožen "zahrbtnih napadov na državo in stranko" ("Heimtückegesetz") in obsojen na šest mesecev zapora. Ker ni hotel sodelovati z nacionalsocialisti, so ga 2. oktobra 1941 iz Dresdena odpeljali v koncentracijsko taborišče Dachau. Tam je bil z drugo duhovščino zaprt v "duhovniškem bloku ". Dobil je številko zapornika 27829.
V času, ko je bil v taborišču, je kaplan Andricki kljub neugodnim razmeram v zaporu skušal ohraniti njegovemu statusu kot duhovnik ustrezno vedenje in življenjski slog. Redno je preučeval Sveto pismo z drugimi duhovniki in z njimi ustanovil liturgično skupino. Andricki se je pridružil apostolskemu gibanju Schönstatt in se spoznal zJosefom Kentenichom, ki so ga marca 1942 pripeljali v duhovniški blok v Dachauu. Decembra 1942 je v koncentracijskem taborišču med podhranjenimi zaporniki zaradi slabih higienskih razmer izbruhnil tifus. Kmalu po božiču 1942 je zbolel tudi  Alojs Andricki. Kot bolan se je v ambulanto javil šele 19. januarja 1943. V baraki za tifusarje je ležal skupaj duhovnikom Hermannom Scheipersom. Umirajoči Alojs Andricki je prosil zaporniško medicinsko sestro, da pokliče duhovnika za sveto obhajilo; zavrnila ga je z besedami: »Kristusa hoče? Injekcijo dobi!« in ga ubila z injekcijo strupa.
Žaro s pepelom umorjenega duhovnika, ki jo je uprava koncentracijskega taborišča Dachau poslala družini, so pokopali 15. aprila 1943 na starokatoliškem pokopališču na Friedrichstrasse v Dresdnu. Žaro so 5. februarja 2011 ob prisotnosti tisočev vernikov v slovesni procesiji prenesli v dresdensko dvorno cerkev.

## Komemoracije in časti
Na veliko noč 1946 so lužiški študentje na cerkvi sv. Križa v Radworju odkrili spominsko ploščo zanj. Lužiško prebivalstvo je v času NDR, ko nekomunistične žrtve fašizma in prepričani kristjani in na splošno niso bili kaj posebno cenjeni, Alojsa Andritzkega ves čas imelo v spominu. Leta 1984 so v Panschwitz-Kuckau/Pančicy-Kukow postavili križ, okoli katerega se zbira lužiškosrbska katoliška mladina.  
Leta 1984 so na rojstno hišo  Alojsa Andrickega v Radiborju namestili spominsko ploščo, bakreni relief, ki ga je izdelal Werner Juza. Lokalni katoliški vrtec so imenovali Dom Alojsa Andrickeho (Hiša  Alojsa Andrickega). V pripravah na srečanje katoličanov so februarja 1987 po Andrickem imenovali ulico. Tudi mesto Bautzen/Budyšin je ima po njem imenovano ulico. Po njem je poimenovana osnovna šola v kraju Rząsiny v Spodnji Šleziji (Poljska). Januarja 1998 je Fundacija saški spomeniki skupaj z Münchner-Platz-Komitee e. V. v Dresdnu posvetila dan spomina na žrtve nacionalsocializma Alojsu Andrickemu in češki novinarki Mileni Jesenski.
Leta 1999 je katoliška cerkev kaplana Alojsa Andrickega sprejela med nemške mučence 20. stoletja.
10. dne Decembra 2010 je Kongregacija za zadeve svetnikov v Rimu sporočila, da je julija 1998 zaključila postopek beatifikacije. 13. junija 2011 je  Alojs Andricki med pontifikalno mašo pred katedralo Sanctissimae Trinitatis (katoliška dvorna cerkev Dresden) bil proglašen za blaženega.  Alojs Andritzki ni le prvi blaženi Lužiški Srb, ampak tudi prvi, ki prihaja iz Saške. Že 5. februarja 2011 so v slovesni procesiji prenesli Alojsa Andrickega, Bernharda Wenscha in Aloysa Scholzeja s starega katoliškega pokopališča v katedralo, kjer imajo žare vseh treh umorjenih duhovnikov svoje končno mesto na oltarju mučenikov.
Od junija 2011 pred katedralo v Dresdnu kamen spotike spominja na Andrickega.
12. aprila 2014 je bila v nemško-lužiškem ljudskem gledališču v Budyšinu svetovna premiera glasbene drame Chodźić po rukomaj - Alojs Andricki (hoditi po rokah - Alojs Andricki), avtorja Eva-Maria Zschornack in Ulrich Pogoda, režija Lutz Hillmann (* 1959).